# Aquarium
Az Auqarium a dán-norvég Aqua együttes debütáló stúdióalbuma, mely 1997. szeptember 9-én jelent meg. A csapat már az Aqua előtt is együtt zenélt már 3 éve, akkor még Joyspeed néven, és egyetlen kiadott daluk ezen a néven az "Itzy Bitzy Spider" című dal volt. Az album legismertebb dala a Barbie Girl, melyet a Doctor Jones, és a Turn Back Time című kislemezek követtek. Az albumot a Roses are Red és a My Oh My című dalok előzték meg, utóbbi 1998-ban került kiadásra.
Az albumról kimásolt 3. kislemez, a Barbie Girl hatalmas siker volt az egész világon, így nemzetközi sikerekre is számíthatott, mely miután Dániában és Norvégiában sláger volt, eljutott egész Európába, majd Ausztráliába, és Új-Zélandra is. Később az Egyesült Államokban a 7. helyen végzett. Az album 1. helyezett volt Dániában, és Norvégiában is. Az Államokban és az Egyesült Királyságban Top 10-es volt az albumlistán. Az album 4. kislemeze, a Doctor Jones melyet 1997 december 8-án jelentettek meg, nem volt olyan sikeres, mint a "Barbie Girl" de Dániában, Norvégiában, Ausztráliában, és az Egyesült Királyságban 1.  helyezés lett. A Turn Back Time című dal Dániában csupán a 16. helyre került, míg a brit kislemezlistán az 1 helyre került. A "Lollipop (Candyman)" című dal az utolsó dal volt, mely az Egyesült Államokban slágerlistás helyezést ért el. Az albumból világszerte 16 millió példányt adtak el.

## Sikerek
| Értékelések          |           |
| Értékelő             | Értékelés |
| AllMusic             | [ 3 ]     |
| Entertainment Weekly | C         |
| Village Voice        | [ 5 ]     |
| NME                  | 1/10      |

Az Aquarium című album első helyen debütált Dániában. 2001 augusztusától az album 430.000 példányszámban kelt el Dániában, és a mai napig ez a legjobban eladott album az országban, melyet csak Kim Larsen 1983-ban megjelent "Midt om natten" és az 1986-os Forklædt som voksen albuma előzte meg az eladásokban. Az album a Billboard 200-as listán a 15. helyen debütált az Egyesült Államokban, majd a 7. helyre került, ahol összesen 50 hetet töltött, és 1997-ben 1,7 millió példányt értékesítettek az albumból. It would spend a total of 50 weeks on the album sales chart, and sold 1,7 million copies in 1997. 1999. március 4-én az eladott 3 millió példányszám végett háromszoros platina helyezést ért el az album, melyet a RIAA adományozott az együttesnek. Az értékesítések során a legsikeresebb eurodance album volt az Államokban az 1993-as Ace of Base "The Sign" című albumának eladása óta. Az album platina helyezést ért el az IFPI által, és 4.000.000 példányszám talált gazdára Európában.

## Számlista
| Aquarium - eredeti megjelenés | Aquarium - eredeti megjelenés | Aquarium - eredeti megjelenés                                    | Aquarium - eredeti megjelenés | Aquarium - eredeti megjelenés | Aquarium - eredeti megjelenés | Aquarium - eredeti megjelenés | Aquarium - eredeti megjelenés | Aquarium - eredeti megjelenés | Aquarium - eredeti megjelenés |
| #                             | Cím                           | Producer(ek)                                                     | Hossz                         |                               |                               |                               |                               |                               |                               |
| ----------------------------- | ----------------------------- | ---------------------------------------------------------------- | ----------------------------- | ----------------------------- | ----------------------------- | ----------------------------- | ----------------------------- | ----------------------------- | ----------------------------- |
| 1.                            | Happy Boys & Girls            | Søren Rasted • Claus Norreen • René Dif • Lene Nystrøm           | 3:37                          |                               |                               |                               |                               |                               |                               |
| 2.                            | My Oh My                      | Søren Rasted • Claus Norreen • René Dif                          | 3:25                          |                               |                               |                               |                               |                               |                               |
| 3.                            | Barbie Girl                   | Søren Rasted • Claus Norreen • René Dif • Lene Nystrøm           | 3:16                          |                               |                               |                               |                               |                               |                               |
| 4.                            | Good Morning Sunshine         | Søren Rasted • Claus Norreen • René Dif                          | 4:03                          |                               |                               |                               |                               |                               |                               |
| 5.                            | Doctor Jones                  | Søren Rasted • Claus Norreen • René Dif • Anders Øland           | 4:23                          |                               |                               |                               |                               |                               |                               |
| 6.                            | Heat of the Night             | Søren Rasted • Claus Norreen                                     | 3:33                          |                               |                               |                               |                               |                               |                               |
| 7.                            | Be a Man                      | Søren Rasted • Claus Norreen • Lene Nystrøm                      | 4:22                          |                               |                               |                               |                               |                               |                               |
| 8.                            | Lollipop (Candyman)           | Søren Rasted • Claus Norreen • Lene Nystrøm • Hartman • Langhoff | 3:35                          |                               |                               |                               |                               |                               |                               |
| 9.                            | Roses are Red                 | Søren Rasted • Claus Norreen • Lene Nystrøm • Hartman • Langhoff | 3:43                          |                               |                               |                               |                               |                               |                               |
| 10.                           | Turn Back Time                | Søren Rasted • Claus Norreen                                     | 4:09                          |                               |                               |                               |                               |                               |                               |
| 11.                           | Calling You                   | Søren Rasted • Claus Norreen • Lene Nystrøm • Hartman • Langhoff | 3:33                          |                               |                               |                               |                               |                               |                               |
| 40:44                         |                               |                                                                  |                               |                               |                               |                               |                               |                               |                               |

| 1. | Barbie Girl (extended version)                        | 5:16  |
| 2. | My Oh My (extended version)                           | 5:06  |
| 3. | Roses Are Red (club version)                          | 7:01  |
| 4. | Lollipop (Razor 'N' Go "Lick It" Mix)                 | 12:20 |
| 5. | My Oh My (H20 Club Remix)                             | 7:34  |
| 6. | Barbie Girl (Dirty Rotten Scoundrel Clinical 12" Mix) | 8:37  |

| 12. | Barbie Girl (extended version)                 | 5:16  |
| 13. | My Oh My (extended version)                    | 5:06  |
| 14. | Roses Are Red (club version)                   | 7:00  |
| 15. | Lollipop (Razor 'N' Go "Lick It" Mix)          | 12:16 |
| 16. | Barbie Girl (Dirty Rotten Scoundrel Radio Mix) | 4:12  |

| 12. | Didn't I                                              | 3:17  |
| 13. | My Oh My (Spike, Clyde 'N' Eightball Club Mix)        | 5:02  |
| 14. | Lollipop (Candyman) (extended version)                | 5:28  |
| 15. | Turn Back Time (Love to Infinity's Classic Radio Mix) | 3:20  |
| 16. | Doctor Jones (Metro's 7" Edit)                        | 3:36  |
| 17. | The Official Megamix                                  | 11:16 |

| 12. | Didn't I                              | Rasted, Norreen, Johnny Jam, Delgado | 3:22 |
| 13. | Doctor Jones (Molella & Phil Jay Mix) | Rasted, Norreen, Johnny Jam, Delgado | 5:29 |

| 12. | Didn't I                      | 3:17 |
| 13. | Roses Are Red (Disco 70' Mix) | 3:17 |

| 12. | Roses Are Red (club version)  | 7:01 |
| 13. | Roses Are Red (club edit)     | 4:12 |
| 14. | Roses Are Red (Disco 70' Mix) | 3:10 |

## Közreműködő előadók
| - Per Adebratt - producer, keverés - Bee - háttér ének - Marian Binderup - ének, háttérének - Mogens Binderup - ének, háttérének - Vivian Cardinal - ének - Douglas Carr - gitár - Delgado - producer, hangszerelés, keverés - René Dif - dalszerző, ének - Tommy Ekman - producer, keverés - Björn Engelmann - master | - Peter Hartmann - dalszerző, producer, hangszerelés, keverés - Claus Hvass - gitár - Johnny Jam - producer, énekes producer, hangszerelés, keverés - Kati - ének háttér ének - Jan Langhoff - dalszerző, producer, rendező, keverő, gitár - Claus Norreen - dalszerző, producer, hangszerelés, keverés, hangszerek - Lene Nystrøm - dalszerző, ének - Søren Rasted - dalszerző, producer, hangszerelés, keverés, hangszerek, vokál - Anders Øland - dalszerző |

## Slágerlista
| Slágerlista (1997–98)                                  | Legjobb helyezés |
| ------------------------------------------------------ | ---------------- |
| Ausztrália (ARIA Top 50 Albums)                        | 1                |
| Ausztria (Ö3 Austria Top 40)                           | 4                |
| Belgium (Ultratop Flandria)                            | 4                |
| Belgium (Ultratop Vallónia)                            | 3                |
| Kanada (Billboard Canadian Albums Chart)               | 1                |
| Dánia Danish Albums Chart                              | 1                |
| European Album Chart (European Top 100 Albums)         | 4                |
| Hollandia (Dutch Charts Album Top 100)                 | 6                |
| Finnország (Musiikkituottajat Albumit Top 50)          | 2                |
| Franciaország (SNEP Album Top 100)                     | 11               |
| Németország (Offizielle Top 100)                       | 6                |
| Írország Irish Albums Chart                            | 6                |
| Olaszország Italian Albums Chart                       | 1                |
| Japán Japanese Albums (Oricon)                         | 41               |
| Malajzia Malaysian Albums Chart                        | 3                |
| Új-Zéland (Recorded Music NZ Top 40 Albums)            | 1                |
| Norvégia (VG-lista Album Top 40)                       | 1                |
| Portugália Portuguese Albums Chart                     | 5                |
| Spanyolország Spanish Albums Chart                     | 3                |
| Svédország (Sverigetopplistan Top 60 Albums)           | 1                |
| Svájc (Schweizer Hitparade Top 100 Albums)             | 3                |
| Egyesült Királyság UK Albums (Official Charts Company) | 6                |
| USA Billboard 200                                      | 7                |

### Év végi összesítések
| Slágerlista (1998)              | Helyezés |
| ------------------------------- | -------- |
| Németország German Albums Chart | 19       |

## Kiadási előzmények
| Ország           | Dátum               | Format | Label         |
| ---------------- | ------------------- | ------ | ------------- |
| Dánia            | 1997. szeptember 9. | CD     | MCA Universal |
| Svédország       | 1997. szeptember 9. | CD     | MCA Universal |
| Egyesült Államok | 1997. szeptember 9. | CD     | MCA Universal |
| Németország      | 1997                | CD     | Universal     |
| Európa           | 2017. április 22.   | LP     | Universal     |